# مارک دمیر
مارک دمیر (انگلیسی: Marc Demeyer; ۱۹ آوریل ۱۹۵۰ – ۲۰ ژانویهٔ ۱۹۸۲) دوچرخه‌سوار اهل بلژیک بود.
از باشگاه‌هایی که در آن بازی کرده‌است می‌توان به تیم دوچرخه‌سواری فلاندریا اشاره کرد.